# Joseph L. Doob Prize
Der Joseph L. Doob Prize der American Mathematical Society wird seit 2005 alle drei Jahre (davor in kürzeren Abständen) für eine herausragende Forschungsmonographie verliehen. Er ist nach Joseph L. Doob benannt und von Paul Halmos gestiftet. Der Preis ist mit 5000 Dollar dotiert. Er wurde zuerst 2005 verliehen. Das Buch darf zum Zeitpunkt der Verleihung nicht älter als sechs Jahre sein.

## Preisträger
- 2005 William P. Thurston für Three-dimensional Geometry and Topology (Princeton University Press 1997)
- 2008 Enrico Bombieri und Walter Gubler für Heights in Diophantine Geometry (Cambridge University Press 2006)
- 2011 Peter Kronheimer und Tomasz Mrowka für Monopoles and Three Manifolds (Cambridge University Press 2007)
- 2014 Cedric Villani für Optimal Transport: Old and New (Springer Verlag 2009)
- 2017 John Friedlander und Henryk Iwaniec für Opera de Cribro (AMS, 2010)
- 2020 René Carmona und François Delarue für Probabilistic Theory of Mean Field Games with Applications (Springer, 2018)
- 2023 Bjorn Poonen für Rational Points on Varieties (AMS, 2017)